# Barnstedt (Dörverden)
Barnstedt ist ein Ortsteil der Gemeinde Dörverden im Landkreis Verden, Niedersachsen.

## Geographie
Barnstedt liegt am Ufer der Aller, die östlich am Ort vorbeifließt. Die Kreisstraße 14 teilt den Ort in zwei Teile. Der östliche Teil liegt zur Aller hin, im westlichen gruppieren sich Hofgrundstücke um einen Dorfplatz mit Kriegerdenkmal und Luthereiche.

## Geschichte
Erstmals urkundlich erwähnt wurde das Dorf im Jahre 1188. Ein Meierhof wurde schon 1507 beurkundet.
Am 1. Februar 1971 wurde Barnstedt in die Gemeinde Westen, die am 1. Juli in Dörverden aufging, eingegliedert.

## Politik
Ortsvorsteher ist Harm Schnakenberg.

## Wappen
Das Grün der Landschaft dominiert, der Storch ist das Symbol für das Barnstedter Landschaftsschutzgebiet. Die Bedeutung der Landwirtschaft im Ort wird mit dem weißen Pferdekopf und den gelben Ähren betont. Der Ortsname mit den beiden Verbindungslinien im weißen geschwungenen Band symbolisiert die Nähe zur Aller und weist auf die ehemalige Allerfähre hin.
Das Wappen wurde nicht von der früheren Gemeinde Barnstedt geführt, sondern wurde privat im Zusammenhang mit der Herausgabe des Buches "Das Buch über die Gemeinde Dörverden" entworfen.